# Softwarevirksomhed
En softwarevirksomhed er en virksomhed der beskæftiger sig med at udvikle computerprogrammer, som for eksempel kontorpakker, operativsystemer, billedbehandlingprogrammer, erhvervssystemer og andre programmer, eller at distribuere computerprogram fra en tredje part. Blandt de største virksomheder findes blandt andre Microsoft, kendt for sit operativsystem Windows og Office-pakken og databaseselskabet Oracle.
Eksempel på softwarevirksomheder som ud over computerprogrammer også laver hardware og andre typer af datatilbehør er Apple Computer, Sun Microsystems, Compaq og for tiden også Microsoft.

## Liste over softwarevirksomheder
- Adobe Systems
- Autodesk
- BEA Systems
- Be Inc
- Bor land
- Citrix Systems
- F-Secure
- Google
- Lavasoft AB
- Lotus Software
- Mand drive
- Microsoft Corporation
- MySQL AB
- Novelle Inc
- Opera Software
- Oracle
- RSA Security
- SAP
- Silicon Graphics
- Sitoo
- Sun Microsystems
- Symantec
- Vitec Software Group
- WordPerfect

| Software | Spire Denne artikel om software og programmering er en spire som bør udbygges. Du er velkommen til at hjælpe Wikipedia ved at udvide den. |